# Baqevc
Baqevc (albanisch auch Baqevci) ist eine Ortslage von Sallagrazhda oder von Mushtisht in der kosovarischen Gemeinde Suhareka. Weil es amtlich nicht als eigenständiges Dorf gilt, liegen für Baqevc keine gesonderten Einwohnerzahlen vor. Es liegt in jeweils einem halben Kilometer Abstand zwischen den beiden genannten Ortschaften.